# Tenamaxtepec
Tenamaxtepec är en ort i Mexiko.   Den ligger i kommunen Yahualica och delstaten Hidalgo, i den sydöstra delen av landet, 180 km norr om huvudstaden Mexico City. Tenamaxtepec ligger 681 meter över havet och antalet invånare är 775.
Terrängen runt Tenamaxtepec är huvudsakligen kuperad. Tenamaxtepec ligger uppe på en höjd. Runt Tenamaxtepec är det ganska tätbefolkat, med 100 invånare per kvadratkilometer. Närmaste större samhälle är Xochiatipan de Castillo, 9,5 km sydost om Tenamaxtepec. I omgivningarna runt Tenamaxtepec växer huvudsakligen savannskog.